# 担担麺
担担麺また担々麺（たんたんめん、中国語: ダンダンミェン、拼音: dàndàn miàn、成都方言: ダンダルミェン）は、中国四川省発祥の、辛味を利かせた挽肉やザーサイの細切りなどをのせた麺料理である。日本の麺料理の一種としても定着しているが、各地で大きくアレンジされ、風味などが異なっている。

## 名称・表記
本来の漢字で書くと「擔擔麪」であり、現在この漢字表記は香港のみで使われる。
台湾では「擔擔麵」と書く。「麵」は「麪」の発音を示す部品を取り替えて生まれた俗字である。
本場の中国では「担担面」と書く。「面」は「麵」の繞を取った字で、「担」は「擔」の簡体字。
日本では「担担麺」と書くのが最も一般的だが、踊り字を使って「担々麺」と書くことも多い。日本においては常用漢字に従って、「担」および「麺」が一般に使われている。後述のように、天秤棒での担ぎ売りに始まった由来にもかかわらず、日本の飲食店では、同音の「坦」を用いて「坦坦麺」「坦々麺」とするメニューや看板の誤記もある       。
- 台湾の担担麺。日本の担担麺よりスープが少ない。
- 日本の担々麺
- アメリカ合衆国で売っている日本風の担々麺

## 中国の担担麺
清代の1841年頃、四川省自貢の陳包包というあだ名の男性が考案して、成都で売り歩いたといわれる。元々は、天秤棒の片側に豆炭を使う七輪と鍋を、もう一方に麺・調味料・食器・洗い桶などを吊して、担いで売り歩いた。鍋はまん中に区切りがあり、片方には具を、片方には湯を入れるようにしていた。温かく、辛い麺を出したのが受けて流行ったという。
本場の四川省では、日本で言うところの「汁なし担々麺」が食べられている。元々、天秤棒を担いで売り歩いていた料理であり、スープを大量に持ち歩くのは困難であったことから、「汁なし」が原型である。日本の汁椀からご飯茶碗程度の小さな碗に入れて売られることが多く、一杯あたりの量は少ない。小腹が空いたときに食べる中国式ファーストフードの一種と考えられている。麺は一般的にストレートの細麺で、鹹水は使わないので色は白い。
四川風の花椒（華北山椒）（山椒の同属異種）とラー油の風味を利かせた醤油系の少なめのたれに、ゆで麺を入れ、「脆臊」（ツイサオ 拼音: cuìsào）と呼ばれる豚肉のそぼろとネギ、ザーサイなどを載せたスタイルのものが一般的である。そぼろは、豚肉を中華包丁でみじん切りにし、ラードを入れた中華鍋で、料理酒、甜麺醤、塩、醤油を加えてぱらぱらになるまで炒める。
味付けは、ラー油、花椒の粉または花椒油（辣油の華北山椒版）、醤油がベースで、少量の酢、塩などを合わせる。日本の担担麺でよく用いられる豆板醤や芝麻醤はあまり用いられない。この辛い液が入った碗に、ゆでた麺を入れてから、具を載せる。具は一般的に豚肉のそぼろで、薬味には刻みネギ、モヤシ、刻んだ「（四）川冬菜（四川〈四川では単に「川」〉地域の冬菜〈カラシナ〉）の漬物、エンドウの芽、煎りゴマ、刻んだピーナッツ、揚げた大豆などが添えられる。混ぜてから食べる。
近年は中国各地の四川料理店や専門店で食べられるが、上海など、辛いものを食べ慣れていない地域では、辛さを控えて出す例がある。また、スープが十分に入ったものは、後述のように日本においてアレンジされて普及した担担麺であるが、現在では中国大陸の四川料理店でも、スープのある汁麺を用意しているところも増えつつある。
担担麺と称しないが風味や具が似た麺料理として、四川省成都市崇州市羊馬鎮の「査渣麺」、四川省成都市の「甜水麺」、貴州省貴陽市の「康家脆臊麺」などがある。また、台湾台南市の「担仔麺」は天秤棒で担いで売り歩いた麺料理という点で共通する。

## 日本の担担麺
日本の担担麺は、麻婆豆腐と同様に、四川省出身の料理人陳建民が、日本人向けに改良した作り方を紹介して、各地に広まった。
一般に中国のものと比べて直径で1.5倍以上、場合によっては3倍ほどの碗で出され、スープが付き、ラーメンのように、一杯で一食が事足りるようになっている。そして、辛さを抑えるために、ラー油と芝麻醤の風味を効かせたスープを合わせ、汁麺として出されることが多い。汁の味や辛さは中国のものよりも薄く、飲める程度になっている。
麺は店によって異なるが、一般的に中国のものよりも少し太く、鹹水を使った中華麺がほとんどである点も異なる。太麺になると、スープにからみにくくなることもあり、一部の店では、縮れ麺を使用し、スープとからませるようにしている。

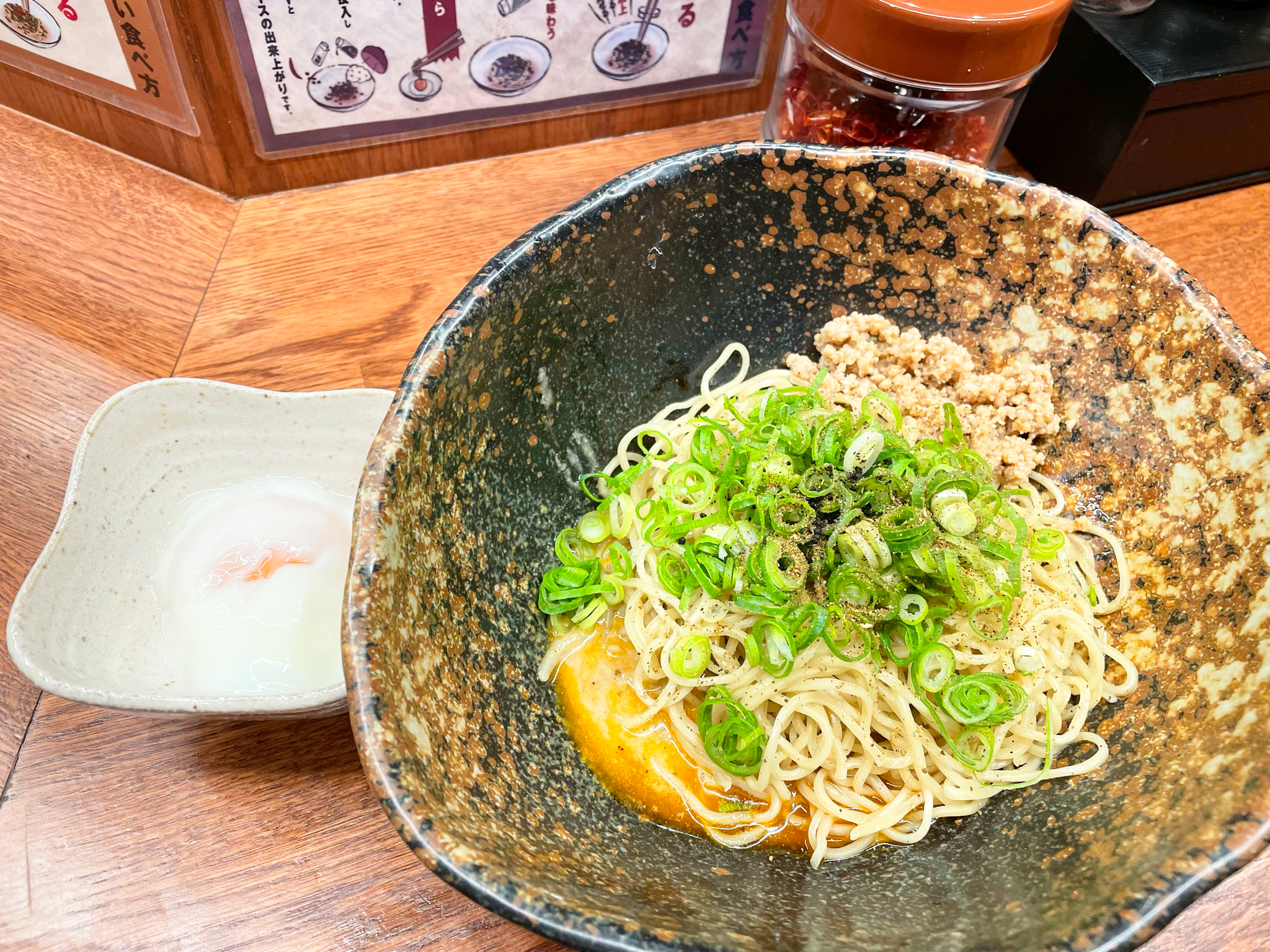
広島式「汁なし担担麺」

日本では、担担麺の定義が決められていないため、店ごとに味付けと具材は異なる。たとえば肉のそぼろは挽肉を用いるのが普通で、豚肉ではなく牛肉、合い挽き肉、鶏肉のものだったり、チャーシューや煮豚などを載せたりと店によって様々である。また、チンゲンサイ、ホウレンソウ、サヤエンドウ、モヤシなどの野菜が少し添えられたり、そぼろにみじん切りのニンジンなどが加えられたりする場合もある。薬味は刻みネギや唐辛子の細切りなどが多い。
また近年、千葉県勝浦市には、ラー油ベースの激辛スープを使った勝浦タンタンメンが存在し、広島市周辺では汁なし担々麺専門店が多くあり、最後にご飯を入れるといった独特の食べ方、黒ごまやうどんを使ったものを出す店もあるなど、地域や店舗独特の風味のものもある。さらに、神奈川県小田原市には1975年に上曽我で発祥した、挽肉・ザーサイ・ニンニク・豆板醤などをベースとした、とろみの強いあんかけ風甘辛スープの担々麺も見られ、「小田原系担々麺」と呼称されている。ほかにも、神奈川県川崎市で生まれた、鶏ガラや豚ガラ塩味ベースのスープに粗挽きの唐辛子・溶き卵・ニンニク・ひき肉を加えた担々麵をアレンジした「ニュータンタンメン」も存在する。

### インスタント食品
インスタントラーメンの一種として、日本では袋麺もしくはカップ麺の形態で多くの種類の担担麺が販売されている。また、小麦粉の中華麺に代えて、うどん、春雨、ライスヌードルを用いた製品も近年増えてきている。また、2010年7月12日に日清食品が開発した「日清のどん兵衛 担担うどん」、2011年3月には「日清の小生粋 担担うどん」が発売された。

## 担担麺を主題にした作品
- 麥兜的擔擔麵 - マクダルが主人公の、香港の謝立文と麥家碧による漫画シリーズの一作品（2009年）。